# Sześciu Goswaminów
Sześciu Goswamich z Wryndawan (ang. Six Goswamis of Vrindavana) – to grupa uczniów Ćajtanji Mahaprabhu, którzy w XVI w. stali się wpływowymi guru (mistrzami duchowymi) gaudija wisznuizmu, praktykując surowe wyrzeczenia i poświęcenie w bhaktijodze oraz tworząc liczne dzieła literackie filozoficzno-religijne krysznaizmu. Byli to:
- bracia: Rupa Goswami i Sanatana Goswami (przywódcy grupy)
- Raghunatha Bhatta Goswami
- Dźiwa Goswami (bratanek Rupy Goswamiego[1])
- Gopala Bhatta Goswami
- Raghunatha dasa Goswami

## Ikonografia
W ikonografii religijnej (np. ruchu Hare Kryszna) sześciu Goswamich przedstawia się jako grupę ascetów z ogolonymi głowami i w białych szatach, niosących święte korale w woreczku japa-mala oraz gliniane naczynia na wodę.

## Znaczenie
Sześciu Goswamich, oprócz tworzenia dzieł literackich i propagowania praktyk sadhana, odkrywali w okolicach Wryndawan wiele świętych miejsc, związanych z rasa lila Kryszny, Radhy i pasterek gopi. Te miejsca były opisane w Bhagawatapurana jako miejsca boskich rozrywek Kryszny. Chociaż sami niemal nic nie posiadali, to aktywnie pozyskiwali fundatorów, finansujących budowę wspaniałych świątyń, poświęconych kultowi Kryszny i Radhy (zniszczył je Aurangzeb).
Tak wielka była sława Goswamich, że sam cesarz Akbar odwiedził ich we Wryndawan w 1570 i był tak poruszony ich bezgranicznym oddaniem Bogu, że pozwolił im wznieść cztery świątynie:
1. Gowindadźi,
2. Gopinatha,
3. Madanamohana
4. Dźugalkisore,

a także ufundował bibliotekę i podarował piaskowiec jako materiał budowlany.